# Рогуди
Рогуди (итал. Roghudi) је насеље у Италији у округу Ређо ди Калабрија, региону Калабрија.
Према процени из 2011. у насељу је живело 1066 становника. Насеље се налази на надморској висини од 43 м.

## Становништво
Према резултатима пописа становништва 2011. у општини је живело 1.172 становника.
| 1931. | 1936. | 1951. | 1961. | 1971. | 1981. | 1991. | 2001. | 2011. |
| ----- | ----- | ----- | ----- | ----- | ----- | ----- | ----- | ----- |
| 1.571 | 1.623 | 1.782 | 1.691 | 1.650 | 1.868 | 1.530 | 1.365 | 1.172 |